# Селенид рубидия
Селенид рубидия — неорганическое бинарное соединение
рубидия и селена
с формулой RbSe,
кристаллы.

## Получение
- Реакция стехиометрических количеств чистых веществ в жидком аммиаке:

{\displaystyle {\mathsf {Rb+Se\ {\xrightarrow {390^{o}C}}\ RbSe}}}

## Физические свойства
Селенид рубидия образует кристаллы
кубической сингонии, пространственная группа F m3m, параметры ячейки a = 0,692 нм, Z = 4.
Соединение образуется по перитектической реакции при температуре 390°C.